# Colonia Algarín

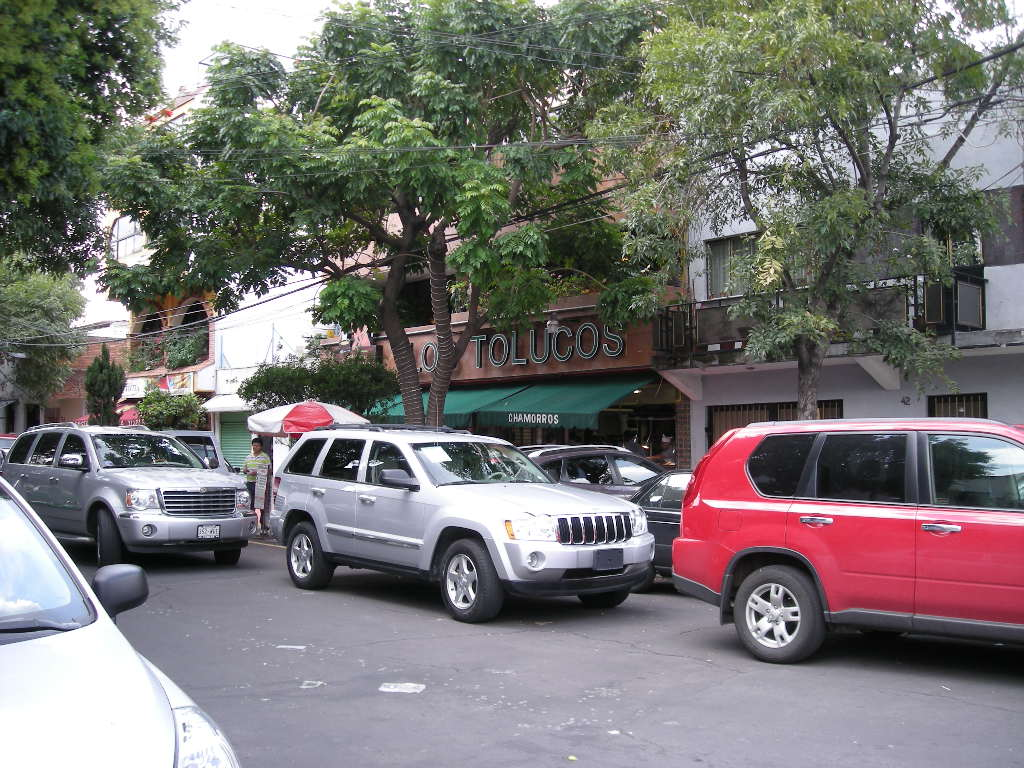
Pozolería Los Tolucos, sobre la calle Juan E. Hernández y Dávalos.

La colonia Algarín es una colonia pequeña y antigua de la delegación Cuauhtémoc, en la Ciudad de México, conocida por sus restaurantes especializados en pozole guerrerense y en diferentes cortes de carne, además de los locales dedicados a la manufactura (impresión) de publicidad (litográficas). Sus límites son: al norte, el Eje 3 Sur, en esta zona de nombre José Peón Contreras; al sur, el Viaducto Miguel Alemán (antes Río de la Piedad); al oriente, la calzada San Antonio Abad (calzada de Tlalpan), y al poniente, el Eje Central Lázaro Cárdenas (antes Niño Perdido, en esta zona). La circundan: la colonia Álamos (del lado del Viaducto M. Alemán), la colonia Obrera (Eje 3 Sur), la colonia Buenos Aires (Eje Central) y la colonia Asturias (calzada de Tlalpan). El código postal correspondiente es el 06880.

## Historia

### Origen del nombre
Se ignora el origen de su nombre: sólo se sabe que los propietarios originales de los predios donde se asienta, que lindaban al sur con el Río de la Piedad, entubado desde hace algunos años, era una familia de apellido Algara, a cuyo hijo mayor, joven aficionado a toda clase de deportes, sus amigos le llamaban Algarín, mote que después se extendió a todos los miembros de la familia.[cita requerida]

### Primeras casas
Sus primeras casas se construyeron durante la primera década del siglo XX, cuando el metro cuadrado de terreno costaba 25 a 30 centavos de peso mexicano. Una de sus calles principales (que corre de poniente a oriente: desde el Eje Central Lázaro Cárdenas, a la altura del metro del mismo nombre, hasta la calle Ventura G. Tena, en la colonia Asturias, varias cuadras después de cruzar la Calzada de Tlalpan) recibió el nombre Algarín, hoy Juan E. Hernández y Dávalos. Otra de sus calles, hoy llamada José Toribio Medina, originalmente se llamaba Casa del Niño y Hospicio y terminaba frente al edificio destinado al Hospicio de Niños Expósitos, que se inauguró el 17 de septiembre de 1905 para subsistir al hasta entonces ubicado en la esquina de lo que hoy es avenida Balderas y avenida Juárez, demolido a los inicios del siglo XX. A su vez, el Hospicio de Niños Expósitos fue derribado para alojar cuarteles destinados a las Guardias Presidenciales que, inaugurados por el presidente Adolfo López Mateos, se encuentran en una manzana de la colonia Asturias (es decir, del otro lado de la Calzada de Tlalpan), conformada por las calles: Hernández y Dávalos, Toribio Medina, José Antonio Torres, Xocongo y la Calzada de Tlalpan, que a esa altura se llama San Antonio Abad.

### Estación XEQK
Fue en una calle de esta colonia, en el número 68 de Bernardo Couto, actualmente Plaza Algarín, donde el barítono y director de orquesta Ángel H. Ferreiro instaló la planta receptora de la estación de radio XEQK-AM. La señal se enviaba por vía telefónica y las transmisiones se hacían a control remoto desde el Palacio de Bellas Artes. En esta estación se transmitió, a partir del 1 de enero de 1940, la hora exacta entre anuncios comerciales leídos cada minuto (inicialmente, en vivo, y años después, grabados), con las palabras siguientes, pronunciadas por el locutor Luis Ríos Castañeda: "XEQK proporciona la hora del Observatorio, misma de Haste, Haste, la hora de México/un nuevo concepto del tiempo."

### Personajes célebres residentes de la zona
En esta colonia han vivido, en distintas épocas, personajes célebres de la cultura y el arte de México, como:[cita requerida]
- Acapulco Tropical
- Bozo
- El Coyote (grupo musical)
- Manolo Fábregas
- Virginia Fábregas
- El Ritual
- Ramón Valdiosera

## Nomenclatura de las calles y avenidas
Los nombres de las calles aluden a escritores, historiadores, poetas y periodistas, en su mayoría mexicanos y del siglo XIX:
- José María Bustillos, poeta mexicano;
- Bernardo Couto, jurista, escritor y diplomático mexicano;
- Marcelino Dávalos, dramaturgo y poeta mexicano;
- Enrique Granados, compositor y pianista español;
- Juan E. Hernández y Dávalos (originalmente llamada calle Algarín o avenida Algarín[cita requerida]), historiador mexicano;
- José Toribio Medina, historiador y abogado chileno;
- Manuel Navarrete, fraile franciscano, poeta y periodista mexicano;
- Antonio Plaza, militar y político mexicano.

Los nombres de las avenidas que delimitan esta colonia y que atraviesan esta y otras colonias son los siguientes:
- 5 de febrero, la fecha de la promulgación de la Constitución Política de los Estados Unidos Mexicanos de 1917;
- Calzada de Tlalpan, avenida que corre del norte al sur de la Ciudad de México;
- Eje Central Lázaro Cárdenas, que honra la memoria de quien fue presidente de México de 1934 a 1940;
- Isabel la Católica, reina española que financió los viajes de Cristóbal Colón a lo que ahora conocemos como América;
- José Peón Contreras, médico, dramaturgo, poeta y novelista mexicano.

## Prostitución
Un hotel de la zona, el Hotel Palacio, que aún se encuentra sobre Bolívar, entre Toribio Medina y el Viaducto Miguel Alemán, se clausuró en enero del 2010, después de una redada policíaca, debido a la prostitución y a la compraventa de sustancias adictivas ilícitas. Sin embargo, aun después de haberlo cerrado, la prostitución sigue siendo un gran problema en la zona, sobre todo en el cruce de la Calzada de Tlalpan con Juan E. Hernández y Dávalos, en el de Tlalpan y Viaducto y en el de Tlalpan y José Toribio Medina.

## Celebraciones locales
El día 27 de junio de cada año se celebra a la Virgen de Nuestra Señora del Perpetuo Socorro, la cual es venerada por los feligreses de la iglesia de la colonia, que se halla sobre J. E. Hernández y Dávalos. Las actividades en esa fecha comienzan a las 7 de la mañana, y las festividades incluyen: misas de Primera Comunión, confirmaciones, peregrinaciones con la virgen por las calles y juegos pirotécnicos nocturnos.

## Imprentas, grabados, litográficas
Desde hace varios años, proliferan en esta colonia y también en la colonia Obrera negocios cuya actividad comercial más frecuente está relacionada con las impresiones, el diseño gráfico (tarjetas, playeras, calendarios, gorras, tazas, uniformes, carteles de todos tipos y tamaños): Impresos Litopolis, Playeras Yazbec, Clendarios Forlo, Calendarios Len, Calendarios Planeta Universal, Laro Graphics y otros.[cita requerida]